# Pycnoclavella elongata
Pycnoclavella elongata är en sjöpungsart som beskrevs av Kott 1990. Pycnoclavella elongata ingår i släktet Pycnoclavella och familjen Pycnoclavellidae. Inga underarter finns listade i Catalogue of Life.